# Лабут, Нил
Нил Лабут (англ. Neil LaBute, род. 19 марта 1963 года, Детройт, США) — американский кинорежиссёр

, сценарист продюсер и актёр.

## Биография
Высшее образование Нил Лабут получил в Молодёжном Университете Бригхэма, причём основной его специальностью был театр.
Закончив обучение в университет Канзаса, а затем — в университете Нью-Йорка, ЛаБут получил возможность поступить в London’s Royal Court Theater в США, в Чикаго, Лос-Анджелесе или Нью-Йорке.

### Творчество
Нил Лабут стартовал фильмом «В компании мужчин» (1997 год) выиграв премию за «лучший режиссёрский дебют» — по мнению Сообщества кинокритиков Нью-Йорка (New York Film Critics Circle), 5 января 1998 года.

## Фильмография
- 1997 — «В компании мужчин» / In The Company Of Men
- 1998 — «Твои друзья и соседи» / Your Friends & Neighbors
- 2000 — «Сестричка Бетти» / Nurse Betty
- 2000 — «Падение» / Tumble[4], короткометражный
- 2002 — «Одержимость» / Possession
- 2003 — «Форма вещей» / The Shape of Things
- 2006 — «Плетёный человек» / The Wicker Man
- 2008 — «Добро пожаловать в Лэйквью!» / Lakeview Terrace

В дальнейшем Нил в основном работал в театре, сконцентрировав основные усилия на театральной деятельности.